# Cracovia (piłka ręczna)
Cracovia (błędnie nazywana Cracovią Kraków) – najstarszy istniejący polski klub sportowy założony 13 czerwca 1906 roku w Krakowie. Sekcja piłki ręcznej powstała w 1926 roku. Żeńska drużyna występuje w I lidze (2. poziom rozgrywek). Działalność męskiej sekcji piłki ręcznej nie jest kontynuowana.

## Piłka ręczna mężczyzn

### Sukcesy
- Mistrzostwo Polski (2 razy): 1930, 1933
- Trzecie miejsce (2 razy): 1938, 1948

## Piłka ręczna kobiet

### Sukcesy
- Mistrzostwo Polski (12 razy): 
  - 7-osobowa: 1957, 1958 - hala, 1958 - boisko, 1959/60, 1960/61, 1966/67, 1984/85, 1986/87;
  - 11-osobowa: 1956, 1959, 1960/61, 1961/62
- Wicemistrzostwo Polski (15 razy): 
  - 7-osobowa: 1947, 1948, 1951, 1955, 1959, 1961/62, 1962/63, 1964/65, 1967/68, 1968/69; 1969/70, 1987/88;
  - 11-osobowa: 1957, 1958;
  - hazena: 1933
- Trzecie miejsce w MP (7 razy): 
  - 7-osobowa: 1949, 1952, 1956, 1965/67, 1983/84, 1988/89;
  - hazena: 1934
- Puchar Polski: 
  - 7-osobowa: 1985, 1988
- Puchar Europy
  - półfinał: 1967/68
  - ćwierćfinał (2 razy): 1960/61, 1961/62
- Mistrzostwo Polski juniorek: 1963